# Accouchement dans l'eau

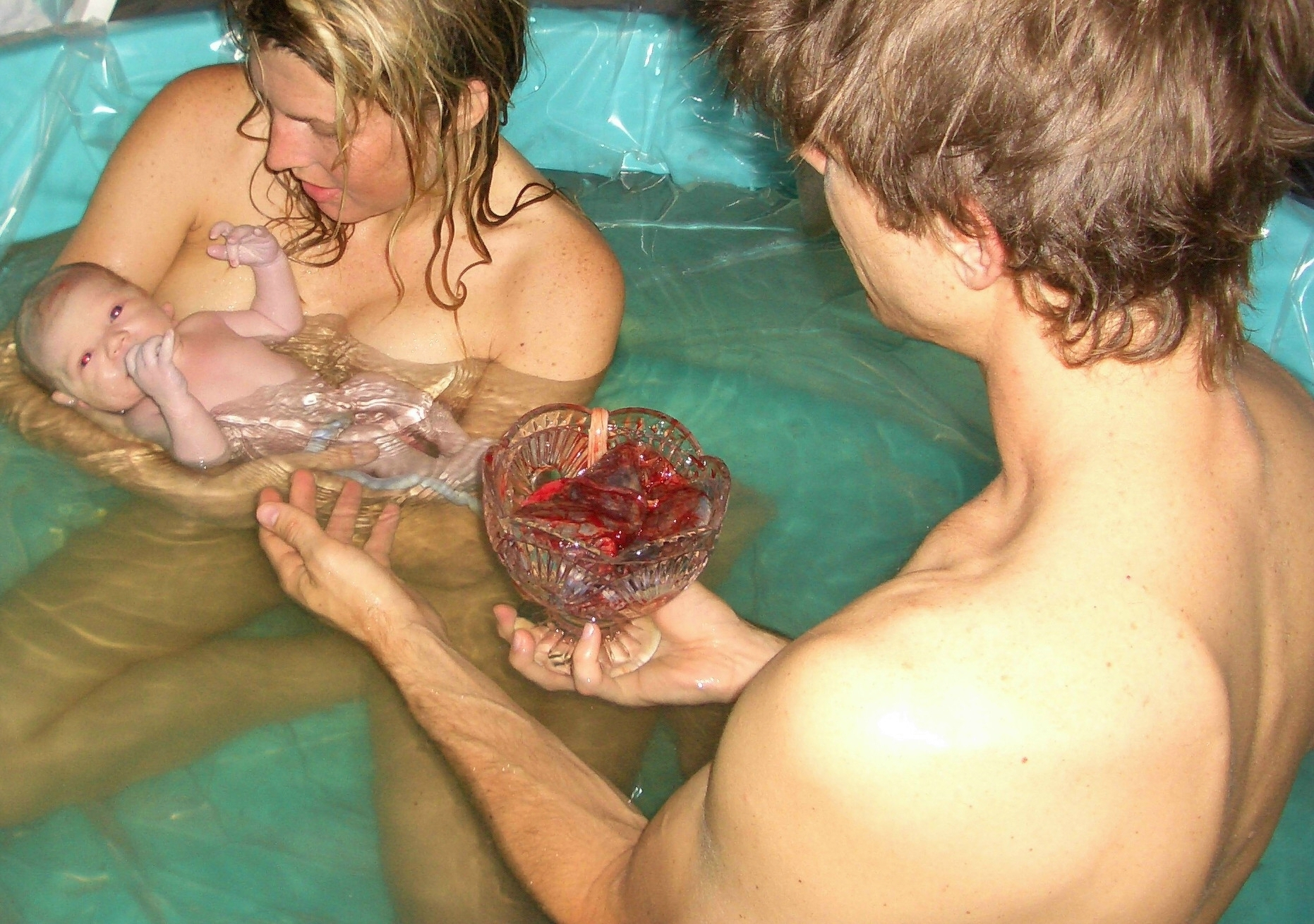

L'accouchement dans l'eau est une manière de donner naissance impliquant l'immersion de la mère en travail dans un bassin d'eau chaude. Les défenseurs de la méthode pensent que c'est sécuritaire et qu'il y a de nombreux avantages autant pour la mère que pour le fœtus, incluant une diminution des traumatismes de la naissance. Les critiques, eux, pensent que la procédure introduit des risques inutiles au fœtus tel que des infections ou l'ingestion d'eau.

## Historique
C'est durant les années 1960 que le chercheur soviétique Igor Borisovich Charkovsky développa le concept et entreprit la réalisation de naissances sous l'eau à l'image des dauphins.
Peu après l'obstétricien français Frédérick Leboyer développa la pratique de l'immersion du nouveau-né afin de faciliter l'adaptation au monde extérieur tentant ainsi de réduire le traumatisme de la naissance.
Michel Odent poursuivit ces expériences en utilisant cette fois l'eau chaude d'une piscine afin de soulager la mère pendant le travail, la chaleur et la flottabilité réduisant la douleur et augmentant la détente. Comme certaines mères se refusaient ensuite à sortir du bain afin d'accoucher en plateau technique, l'idée de faire naître un bébé sous l'eau germa naturellement car il n'y avait pas de contre-indication fondamentale, le nouveau-né ne respirant pas en milieu amniotique, liquide également. La clinique de Pithiviers fut ainsi la maternité pilote en France et des milliers de femmes ont ainsi pu accoucher sous l'eau. Cette pratique s'est ensuite répandue dans tous les pays du monde.
En 2008, les hôpitaux d’Irlande ont interdit les naissances en piscine à la suite de la mort d'un bébé après sa naissance en piscine.